# 默文·金
默文·阿利斯特·金，乐伯里的金男爵，GBE，FBA（Mervyn Allister King, Baron King of Lothbury，1948年3月30日—），英国经济学家，曾任英格蘭銀行行長。

## 生平
金先后就读于伍尔弗汉普顿文法学校、剑桥大学国王学院、剑桥大学圣约翰学院和哈佛大学，毕业后在剑桥大学和伯明翰大学担任教职，又曾到哈佛大学和麻省理工学院任访问教授。从1984年10月起，他开始在伦敦政治经济学院出任经济学教授。
1991年3月，金加入英格兰银行，任首席经济学家和执行董事，1997年获任命为副行长，1998年6月1日就任。同年，他加入金融顾问机构30人集团。
2003年6月30日接替爱德华·乔治出任英央行英格兰银行行长。后获英女王伊丽莎白二世册封为终身贵族，以表扬其“在公共服务领域的贡献”。旋于7月22日晋升上议院中立议员，封号为乐伯里的金男爵。
| 前任者： 爱德华·乔治 | 英格兰银行行长 2003年－2013年 | 繼任者： 马克·卡尼 |